# Reiner Goldberg
Reiner Goldberg (Crostau, Oberlausitz, 1939. október 17. – Berlin, 2023. október 7.) német operaénekes (hőstenor).

## Pályafutása
Tanulmányait a drezdai Carl Maria von Weber konzervatóriumban végezte. 1967-ben lépett fel először a radebeuli Szász Színházban. 1981-ben lett a berlini Állami Operaház tagja, ott is maradt 70 éves koráig.
Gyakran vendégszerepelt a legfontosabb operaházakban. Főleg Richard Wagner operáiban énekelt. Tíz évig fellépett a Bayreuthi Ünnepi Játékokon.
Nagy karmesterek hívták meg. Herbert von Karajan vezényletével énekelte Erik szerepét A bolygó hollandiban a Salzburgi Ünnepi Játékokon. Ez a szerepet énekelte Giuseppe Sinopoli vezényletével is az 1990-es, 1991-es és 1994-es bayreuthi játékokon. Legfontosabb szerepe a Tannhäuser volt. Claudio Abbadóval énekelt Beethoven 9. szimfóniájában Luzernben és Edinburgh-ban.

## Felvételei
- Beethoven: IX. szimfónia (Brilliant Classic, 1974), Kurt Masur, Gewandhaus Orchester
- Schönberg: Mózes és Áron (1976), Herbert Kegel, Werner Haseleu, Reiner Goldberg, Rundfunk Sinfonie Orchester
- Wagner: Parsifal (Erato, 1982), Armin Jordan, R Goldberg, W Schone, Robert Lloyd, Y. Minton, Orchestre de Monte Carlo
- R. Strauss: Daphne (EMI, 1983, 1988) Bernard Haitink / Lucia Popp, Reiner Goldberg, Kurt Moll, Bayerischer Rundfunk Orchester
- R. Strauss: Guntram (CBS–Hungaroton, 1985) Eve Queller / Reiner Goldberg, Tokody Ilona, Gáti István, Magyar Állami Hangversenyzenekar
- Wagner: Die Walküre (EMI, 1988), Bernard Haiting, R. Goldberg, Marton Éva, Cheryl Studer, Waltraud Meier, James Morris, Bayrischer Rundfunk Orchester
- Wagner: Siegfried (Deutsche Grammophon, 1991), James Levine, Reiner Goldberg, James Morris, Hildegard Behrens, Metropolitan Opera Orchestra
- Wagner: Götterdämmerung (Deutsche Grammophon, 1991), James Levine, Reiner Goldberg, Hanna Schwatz, Hildegard Behrens, Metropolitan Opera Orchestra. Ez a felvétel 1992-ben Grammy-díjat kapott.